# Rajpipla
Rajpipla là một thành phố và khu đô thị của quận Narmada thuộc bang Gujarat, Ấn Độ.

## Địa lý
Rajpipla có vị trí 21°47′B 73°34′Đ / 21,78°B 73,57°Đ Nó có độ cao trung bình là 148 mét (485 feet).

## Nhân khẩu
Theo điều tra dân số năm 2001 của Ấn Độ, Rajpipla có dân số 34.923 người. Phái nam chiếm 51% tổng số dân và phái nữ chiếm 49%. Rajpipla có tỷ lệ 77% biết đọc biết viết, cao hơn tỷ lệ trung bình toàn quốc là 59,5%: tỷ lệ cho phái nam là 82%, và tỷ lệ cho phái nữ là 71%. Tại Rajpipla, 10% dân số nhỏ hơn 6 tuổi.